# Seeland (Saksen-Anhalt)
Seeland is een stad in de Duitse deelstaat Saksen-Anhalt, en maakt deel uit van de Landkreis Salzlandkreis.
Seeland telt 7.796 inwoners. Seeland ligt aan de Concordia See.

## Indeling gemeente
De volgende Ortsteile maken deel uit van de gemeente:
- Friedrichsaue
- Frose
- Gatersleben
- Hoym
- Nachterstedt
- Schadeleben

Alsleben (Saale) ·
Aschersleben ·
Barby ·
Bernburg (Saale) ·
Bördeaue ·
Börde-Hakel ·
Bördeland ·
Borne ·
Calbe (Saale) ·
Egeln ·
Giersleben ·
Güsten ·
Hecklingen ·
Ilberstedt ·
Könnern ·
Nienburg (Saale) ·
Plötzkau ·
Schönebeck ·
Seeland ·
Staßfurt ·
Wolmirsleben